# Terra Indígena Apiaká do Pontal
Apiaká do Pontal é uma terra indígena situada no município brasileiro de Apiacás (estado do Mato Grosso), com uma área de 982 mil hectares, habitada pelas etnias apiaká, isolados do Pontal e, munduruku.
Esta TI faz parte das unidades de conservação do tipo integral Parque Nacional do Juruena (PARNAju, criado por decreto em 05 de junho de 2006) e da Reserva Ecológica Apiacás. De 982 mil hectares quase 5 mil hectares foram desmatados.
A Fundação Nacional do Índio (FUNAI) atua nesta TI através da Coordenação Regional "Norte Mato Grosso" e, a Secretaria Especial de Saúde Indígena do Brasil (SESAI) atua através do Distrito Sanitário Especial Indígena do Rio Tapajós. De acordo com a Política Nacional de Atenção à Saúde dos Povos Indígenas" (PNASPI) e o Subsistema de Atenção à Saúde Indígena (SasiSUS) do Sistema Único de Saúde do Brasil (SUS).
Em 2007, os povos tradicionais foram reconhecidas pelo Governo do Brasil, através da Política Nacional de Desenvolvimento Sustentável dos Povos e Comunidades Tradicionais (PNPCT, decreto 6040/2007), que inclui indígenas, quilombolas, ribeirinhos, etc. Comunidades que mantêm um modo de vida ligado aos recursos naturais e ao meio ambiente em que vivem de forma harmônica ("relação de reciprocidade com a natureza") além do uso comum da terra. No caso a constituição brasileira garante aos indígenas o direito a sua terra tradicional e o direito de proteção por parte do governo do Brasil.

## História
Em 2024, no Dia da Amazônia (5 de setembro) três territórios indígenas (TIs) da região amazônida foram demarcados e tiverem os limites territoriais estabelecidos pelo Ministério da Justiça e da Segurança Pública do Brasil, beneficiando mais de mil indígenas em: Apiaká do Pontal no estado de Mato Grosso e, Maró e Cobra Grande no estado do Pará. O processo de demarcação das três regiões foram iniciado há cerca de 15 anos atrás e estavam paralisados.
A audiência de demarcação presidida pelo ministro Ricardo Lewandowski ocorreu com a presença dos indígenas Leandro Krixi Sabanes (presidente da Associação da Aldeia Matrinxã) e Raimundo Paigo Munduruku (presidente da Associação Uruwy Apiaka Baixo Juruena). Estas regiões abrigam as seguintes etnias em área de mais de 1 milhão de hectares: boraris, arapium, jaraquis, tapajós, apiakás e, mundurukus, além de alguns povos isolados.
A assinatura das portarias 771, das futuras Terras Indígenas por Ricardo Lewandowski é uma das fases do processo de demarcação; que em seguida será analisado pelo presidente Lula da Silva para sanção; que através de decreto faz a titularidade definitiva das terras indígenas às comunidades, e; por fim é feito o registro das TIS em cartório. Então será possível identificar e expulsar oficialmente os invasores.
“O dia 5 de setembro vai ficar marcado na história, na luta do povo Apiaká da Terra Indígena Apiaká do Pontal e Isolados. É um grande passo que a gente está dando hoje, extremamente importante para nós Apiaká.”, Leandro Krixi Sabanes.
"A conquista representa um passo fundamental para a proteção do meio ambiente, da biodiversidade e da cultura dos Apiaká e Munduruku, mas também para os povos indígenas isolados que vivem no território.", Raimundo Paigo Munduruku.

## Características
Atualmente as aldeias estão distribuídas em toda a área do Apiaká do Pontal: aldeia Matrinxã na porção sul; três aldeias na porção norte (Pontal, Canindé e Piraputua); núcleos familiares no baixo rio Teles Pires próximo ao rio Juruena.
De acordo com o GT da FUNAI (2010) e da SESAI (2013), a população desta TI cresceu de 144 para 262 pessoas em três anos. De acordo com a Distrito Sanitário Especial Indígena Kaiapó (DSEI Kaiapó do Pará) e os indígenas apiakás, a população atual prevê  aproximadamente 314 pessoas (2017) e 395 pessoas (2020).

## Bioma
A região faz parte da bacia hidrográfica do rio Tapajós, o bioma é amazônico formado por maior parte por uma floresta ombrófila aberta (72,84%, vegetação de transição entre a Floresta Amazônica e áreas extra-amazônicas); seguido pela presença de savana estacional (20,63%), e; com uma pequena presença de floresta tropical pluvial (6,52%, ombrófila densa).

## Ameaças
De acordo com o Projeto Monitoramento da Floresta Amazônica Brasileira por Satélite (PRODES) do Instituto Nacional de Pesquisas Espaciais (INPE), até 2023 está área teve 4 978 hectares desmatados.